# 9602 Oya
9602 Oya eller 1991 UU3 är en asteroid i huvudbältet som upptäcktes den 31 oktober 1991 av de båda japanska astronomerna Kazuro Watanabe och Tetsuya Fujii vid Kitami-observatoriet. Den är uppkallad efter Reinosuke Oya.
Asteroiden har en diameter på ungefär 5 kilometer.